# عنکبوت‌های دم‌سفید
عنکبوت‌های دُم‌سفید (Lamponidae) نام خانواده‌ای از عنکبوتها است.
این خانواده ۲۳ سرده و ۱۹۱ گونه را دربر می‌گیرد.